# Lac Conard
Pour les articles homonymes, voir Conard.
Le lac Conard (en anglais : Conard Lake) est un lac américain dans le comté de Tehama, en Californie. Il est situé à 2 204 mètres d'altitude au sein de la Lassen Volcanic Wilderness, dans le parc national volcanique de Lassen.